# Physokentia avia
Physokentia avia là loài thực vật có hoa thuộc họ Arecaceae. Loài này được H.E.Moore miêu tả khoa học đầu tiên năm 1977.